# Heliconia lankesteri
Heliconia lankesteri là một loài thực vật có hoa trong họ Heliconiaceae. Loài này được Standl. mô tả khoa học đầu tiên năm 1927.